# Morgenia hamuligera
Morgenia hamuligera är en insektsart som beskrevs av Karsch 1890. Morgenia hamuligera ingår i släktet Morgenia och familjen vårtbitare. Inga underarter finns listade i Catalogue of Life.